# Монтазола
Монта̀зола (на италиански: Montasola) е село и община в Централна Италия, провинция Риети, регион Лацио. Разположено е на 604 m надморска височина. Населението на общината е 420 души (към 2010 г.).